# Front catabatique

Le modèle des ceintures d’écoulement divise les flux autour d'une dépression en trois ceintures de transport : ceinture chaude, ceinture froide et ceinture sèche. En vert sont indiqués les zones de confluence.

Un front catabatique ou catafront est un front à la surface duquel l'air chaud descend. La surface de discontinuité au-dessus de laquelle se situe de l'air chaud peut parfois ne pas atteindre la surface. Le plus souvent, il s'agit d'un front froid alors que de l'air sec en altitude subit une subsidence et se réchauffe par compression adiabatique. Ce genre de front froid est donc relié à un dégagement du ciel après son passage. 

## Mécanisme

### Front chaud
Le front chaud catabatique est la portion du front chaud où la ceinture d'écoulement provenant du secteur chaud monte sur l'air froid tout en tournant en direction opposée à la dépression reliée au front (vers la droite dans l'hémisphère nord et la gauche dans celui du sud). Il y a alors soulèvement de l'air à bas niveau mais à plus haut niveau le flux devient parallèle au front ce qui fait cesser le soulèvement. 
Comme il y a de l'air chaud en altitude et froid en surface, la masse d'air est très stable. Des nuages stratiformes, altostratus, nimbostratus, etc., et les précipitations qui leur sont associés se formeront donc à l'avant du front chaud. Ils ont une extension limitée par la hauteur où la ceinture chaude atteint son sommet et plus on s'éloigne de la dépression, plus les nuages perdent leur base alors que la ceinture d'écoulement devient rapidement parallèle au front en altitude sans apport à bas niveau. À grande distance de la ceinture d'écoulement, il ne reste plus que des cirrus.

### Front froid

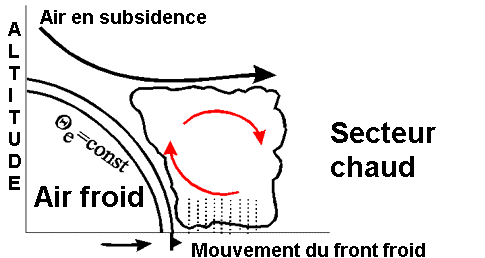
Mouvement de l'air et formation des nuages avec un front froid catabatique (est la température potentielle équivalente de la masse d'air froide)

Le plus souvent un catafront froid se développe à partir d'un anafront froid alors que de l'air sec provenant de la haute troposphère ou de la basse stratosphère envahit l'arrière de la zone frontale grâce au courant-jet ayant un angle avec le front froid. Cet air en subsidence voit sa température augmenter par compression adiabatique et son humidité relative diminuer. De plus, il se déplace selon la vitesse des vents à haute altitude. Cela modifie le flux d'air le long du front qui acquiert alors une composante d'inclinaison vers l'avant par rapport au mouvement du front froid. Les nuages et les précipitations se retrouvent ainsi à l'avant du front de surface,.
Les sommets des nuages à l'intérieur de la zone de descente d'air sec, à l'arrière du front, sont plus bas ou plus chauds que dans le cas d'un anafront froid car cet air les assèchent par le haut. À l'avant de la zone de subsidence, le mouvement de l'air sec devient horizontal et on peut souvent observer une augmentation de la hauteur des sommets des nuages car l'assèchement n'y existe pas encore. Ensuite, la masse d'air transporté par l'intrusion sèche devient plus froide que l'air soulevé à la même altitude à la bordure du front. Cet air plus froid provoque tout d'abord un refroidissement au-dessus et ensuite à l'avant du front froid ce qui provoque le développement d'une couche conditionnellement instable près de l'avant de la bande nuageuse frontale.

#### Temps associé
Les fronts catabatiques sont caractérisés par un dégagement du ciel après leur passage. Les nuages de type convectif, cumulus à cumulonimbus, se retrouvent le long et à l'avant du front sur une bande relativement mince. Ils sont associés à un front froid supérieur à l'avant de cette bande mince où l'air en altitude devient plus froid ; l'instabilité conditionnelle augmente et donc les sommets des nuages sont plus élevés. Ces fronts sont donc associés avec des averses et des orages. À l'est des Montagnes rocheuses , le front froid supérieur est souvent associé à une ligne de grains (appelée en anglais quasi-linear convective system ou qlcs) engendrant des orages violents,.
Au-dessus de la Grande Bretagne, qui a un climat maritime frais, un front froid catabatique engendrerait du temps peu violent marqué par une couche de « stratocumulus épais, » (en fait un nimbostratus de 3 km d'épaisseur environ) engendrant de faibles précipitations,,
, et peut-être du crachin dans le secteur chaud.